# 馬洛采布里科韋
47°6′36″N 30°8′33″E / 47.11000°N 30.14250°E
小采布里科韋（烏克蘭語：Малоцебрикове）是位於烏克蘭西南部的村莊，由敖德萨州羅茲季利納區的采布里科韋市鎮負責管轄。該村始建於1897年，面積0.32平方公里，海拔高度32米，2001年人口156，人口密度每平方公里484.47人。